# Stari Pavljani
Stari Pavljani falu Horvátországban Belovár-Bilogora megyében. Közigazgatásilag Belovár községhez tartozik.

## Fekvése
Belovár központjától légvonalban 6, közúton 7 km-re délkeletre, a megyeszékhely szomszédságában Ždralovi és Prespa között fekszik.

## Története
Pavljani falu „Othnya” néven már a középkorban is létezett, bár a középkori falu nem a mai Stari Pavljani helyén, hanem tőle nyugatra, a mai Novi Pavljanin található Szent Pál templom körül feküdt. Szent Pálnak szentelt egyházát 1334-ben említik először a zágrábi püspökséghez tartozó plébániák között „Item ecclesia sancti Pauli” alakban. A 14. századi Szent Pál templom azonos lehet azzal a templommal, mely bár többször átépítve ma is a szomszédos Novi Pavljani közepén áll. 1501-ben említik Mátyás nevű plébánosát „Mathias plebanus sancti Pauli in Otima” néven. Mátyás plébános lehet az írója annak a ma is ismert misekönyvnek, melyet György topuszkói apát részére írtak a 15. század végén. A plébániát „Othnya Zenth Pal” néven még 1507-ben és 1517-ben is említik. A térséget 16. század végén szállta meg a török. A török megszállás teljesen megváltoztatta az itteni táj képét. A lakosság legnagyobb része az ország biztonságosabb részeire menekült, másokat rabságba hurcoltak. Ezután ez a vidék több évtizedre lakatlanná vált.
A török uralom után a 17. századtól a kihalt területre folyamatosan telepítették be a keresztény lakosságot. 1774-ben az első katonai felmérés térképén a falu „ Dorf Pavliani” néven szerepel. A település katonai közigazgatás idején a kőrösi ezredhez tartozott. Lipszky János 1808-ban Budán kiadott repertóriumában „Pavlyani (Stari)” néven szerepel.  
Nagy Lajos 1829-ben kiadott művében a két „Pavlyani” nevű falut összesen 38 házzal, 64 horvát és 238 ortodox vallású lakossal találjuk.
A katonai közigazgatás megszüntetése után Magyar Királyságon belül Horvátország részeként, Belovár-Kőrös vármegye Belovári járásának része volt. 1857-ben 309, 1910-ben 401 lakosa volt. Az 1910-es népszámlálás szerint lakosságának 58%-a szerb, 31%-a horvát, 9%-a magyar anyanyelvű volt. 1918-ban az új szerb-horvát-szlovén állam, majd később Jugoszlávia része lett. 1941 és 1945 között a németbarát Független Horvát Államhoz, majd a háború után a szocialista Jugoszláviához tartozott. 1991-től a független Horvátország része. 1991-ben lakosságának 61%-a horvát, 26%-a szerb nemzetiségű volt. 2011-ben a településnek 241 lakosa volt.

## Lakossága
| Lakosság változása | Lakosság változása | Lakosság változása | Lakosság változása | Lakosság változása | Lakosság változása | Lakosság változása | Lakosság változása | Lakosság változása | Lakosság változása | Lakosság változása | Lakosság változása | Lakosság változása | Lakosság változása | Lakosság változása | Lakosság változása |
| ------------------ | ------------------ | ------------------ | ------------------ | ------------------ | ------------------ | ------------------ | ------------------ | ------------------ | ------------------ | ------------------ | ------------------ | ------------------ | ------------------ | ------------------ | ------------------ |
| 1857               | 1869               | 1880               | 1890               | 1900               | 1910               | 1921               | 1931               | 1948               | 1953               | 1961               | 1971               | 1981               | 1991               | 2001               | 2011               |
| 309                | 313                | 286                | 350                | 392                | 401                | 379                | 377                | 228                | 338                | 327                | 276                | 256                | 252                | 262                | 241                |